# Gekko melli
Pour les articles homonymes, voir Melli.
Espèce
Synonymes
- Gecko melli Vogt, 1922

Gekko melli est une espèce de geckos de la famille des Gekkonidae.

## Répartition
Cette espèce est endémique du Sud de la Chine. 

## Publication originale
- Vogt, 1922 : Zur Reptilien- und Amphibienfauna Südchinas. Archiv für Naturgeschichte, Abteilung A, vol. 88, n. 10, p. 135-146 (texte intégral).